# Idempotència
Idempotència en matemàtiques és una propietat d'alguns elements d'un conjunt respecte d'una operació, de mantenir la invariabilitat del resultat quan s'aplica l'operació repetidament.
El terme va ser introduït per Benjamin Peirce en el context d'elements d'àlgebres que romanien invariants després d'aplicar-los l'operació d'elevar a la potència d'un enter positiu, d'aquí la denominació idem+potència on ídem vol dir el mateix.

## Definició

### Idempotència en valors
Un element x d'un magma (M, •) es diu que és idempotent si:

x • x = x.

llavors se'n dedueix que,
x • x • x = x, tant si • és associatiu per la dreta, com per l'esquerra.
Si tots els elements són idempotents en •, llavors es diu que • és idempotent en el conjunt M.
La fórmula ∀x, x • x = x s'anomena llei de la idempotència per a •.

### Idempotència en funcions
Una funció {\displaystyle f:M\to M} d'un conjunt {\displaystyle M} en si mateix s'anomena idempotent si es compleix que per la composició de funcions:
{\displaystyle f\circ f=f}, és a dir, {\displaystyle \forall x\in M,\;f(f(x))=f(x)}.

## Exemples
El nombre natural 1 és idempotent respecte del producte (1 * 1 = 1). També ho és el 0 (0 * 0 = 0). Però cap altre nombre natural ho és; per ex.: no es dona el cas que (2 * 2 = 2), per això el producte no és una operació idempotent en el conjunt dels Naturals

## Idempotència en anells
Una estructura d'anell on el producte sigui idempotent s'anomena Anell de Boole.